# Liste der deutschen Scharfrichter in der Zeit des Nationalsozialismus

Zentrale Hinrichtungsstätten und Vollstreckungsbezirke im Deutschen Reich (1944)

Die Liste der deutschen Scharfrichter in der Zeit des Nationalsozialismus enthält die Namen, Daten und Zusatzinformationen aller deutschen Scharfrichter, die im Zeitraum 30. Januar 1933 (sogenannte Machtergreifung der Nationalsozialisten) bis einschließlich 8. Mai 1945 (Tag der Bedingungslosen Kapitulation der Wehrmacht) in den zehn Vollstreckungsbezirken auf deutschem Staatsgebiet Todesurteile deutscher Gerichte vollstreckt haben.
In der Zeit des Nationalsozialismus wurden mindestens 25.000 Todesurteile von Kriegsgerichten und Standgerichten gefällt; hinzu kamen mehr als 16.000 Todesurteile von zivilen Strafgerichten (meist Sondergerichten und dem Volksgerichtshof). Von den Zivilurteilen wurden allein 11.881 von nur drei Scharfrichtern vollstreckt: Johann Reichhart, Ernst Reindel und Wilhelm Röttger (wobei dieser erst am 23. September 1942 als „Scharfrichter von Berlin“ bestellt wurde). Röttger führte etwa doppelt so viele Hinrichtungen durch, wie Reichhart und Reindel zusammen.
| Name                          | Zuständigkeitsbereich | tätig von/bis                                                       | Wohnsitz  | vollstreckte Urteile        | Bemerkung |
| ----------------------------- | --- | ------------------------------------------------------------------- | --------- | --------------------------- | --- |
| Bordt, Gottlob (1882–19??)    | I: Posen, Breslau und Kattowitz | seit 1. Mai 1940                                                    | Posen     | mindestens 1000             | Bordt war seit 1937 Gehilfe von Friedrich Hehr. Er war bis 1942 in Posen einziger Scharfrichter „vor Ort“ in Ostdeutschland. |
| Engelhardt, Alwin (1875–1940) | x | 1933 bis 1936                                                       | --        | ca. 100                     | War bereits zwischen 1900 und 1906 als Scharfrichter tätig, aber wegen finanzieller Unregelmäßigkeiten 1906 entlassen worden. Wurde zum 31. Juli 1933 wieder eingestellt. Er vollstreckte das Todesurteil gegen Marinus van der Lubbe am 10. Januar 1934 in Leipzig mit dem Fallbeil. |
| Gröpler, Carl (1868–1946)     | Preußen, Mecklenburg, Oldenburg, Braunschweig und den Hansestädten                                                                   | 1906 bis 1937                                                       | Magdeburg | ca. 144                     | Ihm folgte im Amt sein Gehilfe Ernst Reindel. Gröpler starb in sowjetischer Untersuchungshaft. |
| Hehr, Friedrich (1879–1952)   | V: (Butzbach, Hamburg, Hannover und Köln), später Wolfenbüttel + Weimar                                                              | eventuell seit 1925 in Baden, Württemberg und Hessen, 1935 bis 1949 | Hannover  | >500                        | War nach Ende des Zweiten Weltkrieges bis 1949 für Briten und Amerikaner weiter als Scharfrichter tätig. Bildete einige seiner Gehilfen zu Scharfrichtern aus, die dann ebenfalls für das NS-Regime tätig waren, z. B.: Alfred Roselieb. |
| Henschke, Karl (??)           | II: Königsberg, Danzig | seit Juli 1942 in Posen, ab Januar 1944 in Königsberg               | --        | 600 bis 700                 | Der Gehilfe Bordts wurde im Juli 1942 zweiter Scharfrichter in Posen und wechselte Anfang Januar 1944 nach Königsberg. |
| Köster August (??)            | III: Kattowitz, Breslau | Sommer 1943 bis Februar 1945                                        | Kattowitz | 600 bis 700                 | Seit Anfang Juni 1942 Gehilfe Friedrich Hehrs. Köster war ab Sommer 1943 selbstständiger Scharfrichter. |
| Mühl, Johann (1908–?)         | VII: Köln, Frankfurt am Main, Dortmund                                                                                               | x                                                                   | --        | 600 bis 700                 | -- |
| Reichhart, Johann (1893–1972) | VIII: (München, Dresden, Stuttgart und Weimar), Weimar später an Hehr, später Wien, Graz und Frankfurt (Frankfurt ersetzte Butzbach) | 1924 bis ca. 1928, 1933 bis 1946                                    | München   | >3000 (seit 1924 gerechnet) | Seit April 1924 Scharfrichter in Bayern. Ab Juni 1933 Scharfrichter für das NS-Regime. Richtete unter anderem 1943 Sophie und Hans Scholl von der Weißen Rose und nach dem Hitler-Attentat vom 20. Juli 1944 zahlreiche durch den Volksgerichtshof Verurteilte. Kurz nach Kriegsende wurde Reichhart von der amerikanischen Besatzungsmacht bis ca. Ende Mai 1946 weiter beschäftigt. In dieser Zeit hat er 156 Todesurteile an Kriegsverbrechern im Gefängnis Landsberg am Lech vollstreckt. |
| Reindel, Ernst (1899–1945/46) | VI: Roter Ochse in Halle (Saale), Gerichtsgefängnis in Weimar und Untersuchungsgefängnis Dresden, Königsberg                         | 1934 bis 1943                                                       | --        | 600 bis 700                 | Stammte aus einer Scharfrichter-Familie, begann aber als „Ungelernter“ bei Carl Gröpler. Kündigte seine Anstellung überraschend zum 30. November 1943. Ihm folgte Alfred Roselieb. Es wird vermutet, dass Reindel eventuell noch bis Kriegsende weiter Hinrichtungen vorgenommen hat. Er wurde nach Kriegsende von einem sowjetischen Militärtribunal zum Tode verurteilt und hingerichtet.                                                                                                   |
| Roselieb, Alfred (1891–1969)  | VI: Roter Ochse in Halle (Saale), Gerichtsgefängnis in Weimar und Untersuchungsgefängnis Dresden                                     | 1944 bis 1945                                                       | --        | mind. 931                   | War zunächst „Gehilfe“ von Friedrich Hehr und folgte Ernst Reindel, nachdem dieser überraschend von seinem Amt zurückgetreten war. |
| Röttger, Wilhelm (1894–1946)  | IV: Strafgefängnis Plötzensee und Strafanstalt Brandenburg-Görden                                                                    | 1942 bis 1945                                                       | --        | etwa 3200                   | Röttger war Gehilfe Friedrich Hehrs. Er wurde im September 1942 selbstständiger Scharfrichter und vollstreckte größtenteils die Hinrichtungen der Todesurteile nach dem Attentat vom 20. Juli 1944. |
| Weiß, Alois (1906–1969)       | IX (Protektorat Böhmen und Mähren): Gefängnis Pankrác in Prag                                                                        | 1943 bis 1945                                                       | Prag      | etwa 1300                   | Weiß wurde aufgrund einer Initiativbewerbung beim Reichsjustizminister Scharfrichter. |
| Witzka, Fritz (??)            | X : Wien und Graz | 1944 bis 1945                                                       | Wien      | mindestens 200              | -- |